# Trient (rivière)
 (mai 2023).
Si vous disposez d'ouvrages ou d'articles de référence ou si vous connaissez des sites web de qualité traitant du thème abordé ici, merci de compléter l'article en donnant les références utiles à sa vérifiabilité et en les liant à la section « Notes et références ».
Le Trient est une rivière de Suisse, dans le canton du Valais, et un affluent gauche du Rhône.

## Parcours
Prenant sa source au bas du glacier du même nom, dans le massif du Mont-Blanc, elle coule dans le val de Trient, traversant les gorges mystérieuses de Tête Noire, et se jette, 17 km plus bas, dans le Rhône, en rive gauche - donc au sud - au niveau du village de Vernayaz, à 450 m. Ses principaux affluents sont l'Eau Noire et le Triège.
Le torrent traverse la commune de Trient et forme une limite naturelle entre les communes de Finhaut, de Trient et de Martigny-Combe, ainsi qu'entre celles de Salvan et de Martigny-Combe.
La vallée du Trient s'ouvre sur la vallée du Rhône par de majestueuses gorges, profondes de 200 m, un lieu de visite merveilleux.

## Hydro-électricité
Les eaux du Trient sont captées deux fois sur la commune de Trient afin de produire de l'électricité :
- une première fois, environ 2 000 mètres en contrebas de la terminaison de la langue glaciaire. Cette eau est acheminée par une galerie en écoulement libre vers le bassin des Esserts, puis redirigée vers l'usine de Vallorcine et le barrage d'Émosson ;
- une seconde fois en contrebas du village de Trient, où l'eau alimente une petite centrale électrique, l'usine du Trient, située à proximité de Châtelard-Village.

### Sources
- Carte topographique, Swisstopo